# USS Bang (SS-385)
USS Bang (SS-385) là một  tàu ngầm lớp Balao được Hải quân Hoa Kỳ chế tạo trong Chiến tranh Thế giới thứ hai. Nó là chiếc tàu chiến duy nhất của Hải quân Hoa Kỳ được đặt cái tên này, theo tên loài cá trích Đại Tây Dương. Nó đã phục vụ trong suốt Thế Chiến II, thực hiện tổng cộng sáu chuyến tuần tra và đánh chìm được tám tàu Nhật Bản với tổng tải trọng 20.177 tấn. Được cho ngừng hoạt động sau khi xung đột chấm dứt vào năm 1947, nó được huy động trở lại vào năm 1951 và được nâng cấp trong khuôn khổ Dự án GUPPY IIA để tiếp tục phục vụ trong giai đoạn Chiến tranh Lạnh cho đến năm 1972. Con tàu được chuyển cho Tây Ban Nha và tiếp tục hoạt động như là chiếc Cosme Garcia (S34) cho đến khi bị tháo dỡ vào năm 1983. Bang được tặng thưởng sáu Ngôi sao Chiến trận do thành tích phục vụ trong Thế Chiến II.

## Thiết kế và chế tạo
Thiết kế của lớp Balao được cải tiến dựa trên  tàu ngầm lớp Gato dẫn trước, là một kiểu tàu ngầm hạm đội có tốc độ trên mặt nước cao, tầm hoạt động xa và vũ khí mạnh để tháp tùng hạm đội chiến trận. Khác biệt chính so với lớp Gato là ở cấu trúc lườn chịu áp lực bên trong dày hơn, và sử dụng thép có độ đàn hồi cao (HTS: High-Tensile Steel), cho phép lặn sâu hơn đến 400 ft (120 m). Con tàu dài 311 ft 9 in (95,02 m) và có trọng lượng choán nước 1.526 tấn Anh (1.550 t) khi nổi và 2.424 tấn Anh (2.463 t) khi lặn. Chúng trang bị động cơ diesel dẫn động máy phát điện để cung cấp điện năng cho bốn động cơ điện, đạt được công suất 5.400 shp (4.000 kW) khi nổi và 2.740 shp (2.040 kW) khi lặn, cho phép đạt tốc độ tối đa 20,25 hải lý trên giờ (37,50 km/h) và 8,75 hải lý trên giờ (16,21 km/h) tương ứng. Tầm xa hoạt động là 11.000 hải lý (20.000 km) khi đi trên mặt nước ở tốc độ 10 hải lý trên giờ (19 km/h) và có thể hoạt động kéo dài đến 75 ngày.
Tương tự như lớp Gato dẫn trước, lớp Balao được trang bị mười ống phóng ngư lôi 21 in (530 mm), gồm sáu ống trước mũi và bốn ống phía phía đuôi tàu, chúng mang theo tối đa 24 quả ngư lôi. Vũ khí trên boong tàu gồm một hải pháo 4 inch/50 caliber, một khẩu pháo phòng không Bofors 40 mm nòng đơn và một khẩu đội Oerlikon 20 mm nòng đôi, kèm theo hai súng máy .50 caliber. Trên tháp chỉ huy, ngoài hai kính tiềm vọng, nó còn trang bị ăn-ten radar SD phòng không và SJ dò tìm mặt biển. Tiện nghi cho thủy thủ đoàn bao gồm điều hòa không khí, thực phẩm trữ lạnh, máy lọc nước, máy giặt và giường ngủ cho hầu hết mọi người, giúp họ chịu đựng cái nóng nhiệt đới tại Thái Bình Dương cùng những chuyến tuần tra kéo dài đến hai tháng rưỡi.
Bang được đặt lườn tại Xưởng hải quân Portsmouth ở Kittery, Maine vào ngày 30 tháng 4, 1943. Nó được hạ thủy vào ngày 30 tháng 8, 1943, được đỡ đầu bởi bà Robert W. Neblett, và được cho nhập biên chế cùng Hải quân Hoa Kỳ vào ngày 4 tháng 12, 1943 dưới quyền chỉ huy của Hạm trưởng, Thiếu tá Hải quân Antone Renkl Gallaher.

## Lịch sử hoạt động

### 1944
Sau giai đoạn chạy thử máy huấn luyện kéo dài bốn tuần ngoài khơi vùng biển New England, Bang khởi hành từ Căn cứ Tàu ngầm Hải quân New London tại New London, Connecticut vào ngày 8 tháng 2, 1944 để hướng sang khu vực Thái Bình Dương ngang qua kênh đào Panama. Sau khi đi đến Trân Châu Cảng, nó tiếp tục thực hành huấn luyện cơ động lẫn tránh, tác xạ ngư lôi và tập trận cho đến cuối tháng 3.

#### Chuyến tuần tra thứ nhất
Khởi hành vào ngày 29 tháng 3 cho chuyến tuần tra đầu tiên trong chiến tranh, Bang hoạt động trong thành phần một đội tấn công phối hợp ("Bầy sói") vốn còn bao gồm các tàu ngầm Parche (SS-384) và Tinosa (SS-283). Sau khi được tiếp thêm nhiên liệu tại căn cứ Midway, "Bầy sói" đi đến khu vực tuần tra tại eo biển Luzon và vùng biển phía Tây Nam Đài Loan. Bang phát hiện một đoàn tàu vận tải 12 chiếc đang hướng xuống phía Nam vào ngày 29 tháng 4, và sau khi cơ động vào vị trí thích hợp lúc 21 giờ 55 phút, nó phóng ngư lôi tấn công, đánh chìm được chiếc tàu chở hàng Takegawa Maru (1.930 tấn) trong eo biển Luzon, tại tọa độ 19°20′B 118°50′Đ / 19,333°B 118,833°Đ; bảy thành viên thủy thủ đoàn đã thiệt mạng cùng con tàu.
Trong đêm Bang tiếp tục truy đuổi theo những mục tiêu còn lại, và đến 04 giờ 19 phút sáng hôm sau lại phóng ngư lôi đánh chìm được tàu chở dầu Nittatsu Maru (2.859 tấn) ở vị trí khoảng 97 nmi (180 km) về phía Tây Bắc mũi Bojeador, phía Bắc Luzon, tại tọa độ 19°11′B 119°10′Đ / 19,183°B 119,167°Đ; bốn thành viên thủy thủ đoàn đã thiệt mạng cùng con tàu. Các tàu hộ tống đã phản công bằng một loạt mìn sâu được thả xuống, nhưng chiếc tàu ngầm né tránh được mà không chịu thiệt hại.
Sang ngày 3 tháng 5, Tinosa phát hiện một đoàn tàu vận tải khác đang hướng lên phía Bắc, và Bang cơ động để đuổi theo đoàn 10 chiếc tàu buôn. Nỗ lực ban đầu nhằm tấn công vào lúc ban ngày bị máy bay và tàu hộ tống đối phương ngăn trở, buộc nó phải lặn xuống để né tránh. Đợt tấn công ban đêm phối hợp cùng đồng đội đã giúp nó đánh chìm được chiếc tàu chở quặng Kinrei Maru (5.947 tấn) lúc 01 giờ 06 phút ngày 4 tháng 5, ở vị trí về phía Tây eo biển Ba Sĩ, tại tọa độ 20°50′B 117°55′Đ / 20,833°B 117,917°Đ; sáu thành viên thủy thủ đoàn đã thiệt mạng cùng con tàu. Bang cũng tự nhận đã đánh chìm một tàu khu trục trong trận này, nhưng không thể xác nhận qua tài liệu của Nhật Bản thu được sau chiến tranh. Do đã sử dụng hết số ngư lôi mang theo, nó rời khu vực tuần tra vào ngày 6 tháng 5, và về đến căn cứ Midway vào ngày 14 tháng 5, nơi nó được tiếp liệu và bảo trì cặp bên mạn tàu tiếp liệu tàu ngầm Proteus.

#### Chuyến tuần tra thứ hai
Lên đường cho chuyến tuần tra thứ hai vào ngày 6 tháng 6, trùng hợp với việc chuẩn bị cho Chiến dịch quần đảo Mariana, Bang được lệnh tuần tra khu vực phía Tây quần đảo này nhằm ngăn chặn lực lượng Nhật xuất phát từ chính quốc. Nó bắt gặp một tàu chở dầu đơn độc vào ngày 14 tháng 6, và đã phóng một loạt ba quả ngư lôi gây hư hại cho mục tiêu. Nó đã không theo đuổi mục tiêu cho đến cùng do mệnh lệnh phải có mặt nhanh nhất tại khu vực tuần tra, và đến nơi vào ngày 15 tháng 6, nhưng đã không bắt gặp mục tiêu nào.
Vào ngày 22 tháng 6, Bang gặp gỡ các tàu ngầm Growler (SS-215) và Seahorse (SS-304) ngoài khơi Đài Loan để hình thành nên một "Bầy sói" nhằm phối hợp hoạt động. Growler tách ra một ngày trước khi họ bắt gặp Đoàn tàu Hi-67 gồm hơn 15 tàu đang hướng xuống phía Nam. Bang thực hiện đợt tấn công ngầm dưới nước, phóng 10 quả ngư lôi vào ba mục tiêu chồng lấp nhau, cho rằng cả ba đã bị đánh chìm, nhưng kết quả này không được xác nhận sau chiến tranh. Nó phải lặn xuống sâu để né tránh khi các tàu hộ tống phản công, với khoảng 125 quả mìn sâu được thả xuống. Khi nó trở lên mặt nước, đoàn tàu vận tải đã đi khuất. Đến ngày 4 tháng 7, nó bắt gặp một tàu chở hàng được bốn tàu khu trục hộ tống đang hướng đến Hong Kong. Nó tiếp cận trên mặt nước, nhưng bị một tàu hộ tống phát hiện và truy đuổi. Chiếc tàu ngầm phóng ba quả ngư lôi nhắm vào chiếc tàu khu trục, nhưng đều bị trượt, và nó buộc phải lặn xuống để cơ động né tránh mìn sâu được chiếc tàu khu trục thả xuống. Nó kết thúc chuyến tuần tra khi quay trở về Trân Châu Cảng vào ngày 17 tháng 7.

#### Chuyến tuần tra thứ ba
Rời Trân Châu Cảng vào ngày 27 tháng 8 cho chuyến tuần tra thứ ba, Bang ghé đến căn cứ Midway vào ngày 31 tháng 8 để tiếp thêm nhiên liệu, trước khi hướng sang khu vực tuần tra phía Đông Bắc Đài Loan ngoài khơi quần đảo Ryūkyū. Đang trên đường đi về phía Tây Bắc quần đảo Bonin, nó bắt gặp một đoàn tàu vận tải vào ngày 9 tháng 9, và đã lặn xuống độ sâu kính tiềm vọng để tấn công. Loạt ngư lôi đã đánh chìm hai tàu chở hàng Tokiwasan Maru (1.804 tấn) và Shoryu Maru (1.816 tấn) tại vị trí ngoài khơi Tateyama, Chiba, cùng tại tọa độ 28°58′B 137°45′Đ / 28,967°B 137,75°Đ. Tokiwasan Maru có chín thủy thủ và 14 hành khách thiệt mạng, trong khi Shoryu Maru chịu đựng bốn thủy thủ cùng 64 hành khách thiệt mạng. Các tàu hộ tống phản công bằng mìn sâu khá chính xác, buộc chiếc tàu ngầm phải lặn quá độ sâu thử nghiệm 580 ft (180 m), nơi việc kiểm soát độ sâu hầu như không khả thi. Một loạt 16 quả mìn nổ ngay bên trên con tàu, nhưng chiếc tàu ngầm chỉ bị hư hại nhẹ và kiên trì chờ đợi; đối phương bỏ đi khi cho rằng họ đã tiêu diệt chiếc tàu ngầm, còn Bang nổi lên mặt nước khi trời tối và sửa chữa những hư hại. Nó đi đến khu vực tuần tra được chỉ định ba ngày sau đó.
Sau khi phát hiện qua radar một đoàn tàu vận tải vào sáng sớm ngày 19 tháng 9, Bang lặn xuống và phóng ngư lôi tấn công hai chiếc trong đoàn tàu. Tàu chở dầu Tosei Maru số 2 (507 tấn) bị đánh chìm tại tọa độ 24°56′B 122°14′Đ / 24,933°B 122,233°Đ, trong khi chiếc còn lại bị hư hại đáng kể. Ba tàu hộ tống phối hợp tấn công thả mìn sâu, nhưng chiếc tàu ngầm đã cơ động thoát đi và nổi lên khi trời tối. Đang khi lặn vào xế trưa ngày 20 tháng 9, nó bắt gặp một đoàn tàu vận tải đang hướng sang phía Đông, và theo dõi mục tiêu cho đến chiều tối. Nó trồi lên mặt nước, tấn công với toàn bộ 10 quả ngư lôi còn lại, tự nhận đã đánh chìm một tàu chở dầu lớn và một tàu hàng cỡ trung cùng gây hư hại cho một tàu khác, tuy nhiên kết quả này không được xác nhận sau chiến tranh. Nó rời khu vực tuần tra vào ngày hôm sau để quay trở về căn cứ Midway.

#### Chuyến tuần tra thứ tư
Sau khi được nghỉ ngơi, sửa chữa và tái trang bị, Bang khởi hành vào ngày 25 tháng 10, cùng với "Bầy sói" bao gồm các tàu ngầm Shad (SS-235) và Redfish (SS-395) quay trở lại khu vực tuần tra ngoài khơi quần đảo Ryūkyū. Thời tiết xấu do ảnh hưởng của các cơn bão khiến giai đoạn đầu của chuyến tuần tra không mang lại kết quả. Cuối cùng vào ngày 22 tháng 11, Redfish phát hiện một đoàn tàu vận tải, và từ nữa đêm cho đến 03 giờ 00 ngày 23 tháng 11, ba chiếc tàu ngầm trong "Bầy sói" đã đồng loạt tấn công phối hợp. Bang phóng toàn bộ 24 quả ngư lôi nó mang theo trong bảy lượt tấn công trên mặt nước, đánh chìm được chiếc tàu chở hàng Sakae Maru (2.878 tấn) tại tọa độ 24°12′B 122°53′Đ / 24,2°B 122,883°Đ, và tàu chở hành khách-hàng hóa Amakusa Maru (2.340 tấn) tại tọa độ 24°24′B 122°45′Đ / 24,4°B 122,75°Đ. Nó cũng tự nhận đã đánh chìm một tàu rải mìn và một tàu chở hàng khác, nhưng kết quả này không được xác nhận sau chiến tranh. Nó rút lui khỏi khu vực tuần tra vào cuối ngày hôm đó và về đến Trân Châu Cảng vào ngày 5 tháng 12.

### 1945

#### Chuyến tuần tra thứ năm
Sau khi được bảo trì, Bang khởi hành từ Trân Châu Cảng vào ngày 2 tháng 1, 1945 cho chuyến tuần tra thứ năm, hướng sang Saipan. Tại đây vào ngày 15 tháng 1, nó tham gia một "Bầy sói" bao gồm các tàu ngầm Spadefish (SS-411), Atule (SS-403), và Pompon (SS-267) để phối hợp tuần tra tại khu vực biển Hoa Đông và biển Hoàng Hải. Hoàn cảnh thời tiết xấu cộng với việc thiếu vắng những mục tiêu phù hợp khiến nó không có cơ hội ghi thêm thành tích. Nó rời khu vực tuần tra vào ngày 19 tháng 2, và về đến căn cứ tại Guam vào ngày 24 tháng 2, nơi nó được tái trang bị cặp bên mạn tàu tiếp liệu tàu ngầm Proteus.

#### Chuyến tuần tra thứ sáu
Bang lên đường cho chuyến tuần tra cuối cùng trong chiến tranh vào ngày 25 tháng 3, hướng sang khu vực eo biển Luzon. Sau mười ngày tuần tra, nó được lệnh đi đến vùng biển Đông Bắc Đài Loan để làm nhiệm vụ tìm kiếm và giải cứu, hỗ trợ cho hoạt động không kích xuống phía Bắc Đài Loan và phía Nam quần đảo Ryūkyū, một hoạt động trong khuôn khổ chiến dịch đổ bộ lên Okinawa. Vào ngày 21 tháng 4, nó giải cứu một phi công hải quân sau khi máy bay của anh bị hỏa lực phòng không bắn hỏng. Vào ngày 3 tháng 5, chiếc tàu ngầm được lệnh quay trở về Trân Châu cảng, đến nơi vào ngày 18 tháng 5.
Lên đường vào ngày 28 tháng 5 để quay trở về Hoa Kỳ, Bang ghé qua Xưởng hải quân San Francisco, rồi tiếp tục vượt kênh đào Panama và đi đến Xưởng hải quân Portsmouth, đến nơi vào ngày 22 tháng 6, nơi nó được đại tu. Nó vẫn đang trong xưởng tàu khi Nhật Bản chấp nhận đầu hàng vào ngày 15 tháng 8, giúp chấm dứt vĩnh viễn cuộc xung đột. Sau khi công việc hoàn tất, nó hoạt động từ Căn cứ Tàu ngầm Hải quân New London cho đến khi được cho xuất biên chế vào ngày 12 tháng 2, 1947 và được đưa về Hạm đội Dự bị Đại Tây Dương.

### 1951 - 1972
Bang được cho nhập biên chế trở lại tại Căn cứ Tàu ngầm Hải quân New London vào ngày 1 tháng 2, 1951, dưới quyền chỉ huy của Hạm trưởng, Thiếu tá Hải quân Eugene A. Hemley. Sau khi hoạt động cùng Hạm đội Đại Tây Dương chỉ trong hơn một năm, nó lại xuất biên chế vào ngày 15 tháng 5, 1952 để được hiện đại hóa tại Xưởng hải quân Portsmouth trong khuôn khổ Chương trình Công suất đẩy dưới nước lớn hơn (GUPPY IIA). Những cải tiến trên tháp chỉ huy, thiết bị điện tử và hệ thống động lực đã giúp cải thiện đáng kể tốc độ lặn dưới nước và tầm xa hoạt động. Khi nhập biên chế trở lại vào ngày 4 tháng 10, 1952, Bang là tàu ngầm GUPPY IIA đầu tiên hoạt động cùng Hải quân Hoa Kỳ.
Tiếp tục phục vụ cùng Hạm đội Đại Tây Dương và có những chuyến đi sang vùng biển Địa Trung Hải, Bang đi đến Xưởng hải quân Philadelphia vào cho một đợt đại tu từ tháng 8 đến tháng 12, 1954, đồng thời bổ sung những thiết bị điện tử. Chiếc tàu ngầm tiếp tục hoạt động huấn luyện và tập trận tại vùng bờ Đông cùng các tàu ngầm và hạm tàu nổi khác, cho đến khi trải qua một đợt đại tu khác tại Portsmouth từ tháng 7, 1957 đến tháng 1, 1958. Trong mùa Hè 1958, nó có chuyến đi thực tập dành cho học viên sĩ quan Học viện Hải quân Hoa Kỳ sang Tây Ban Nha và Đan Mạch, và sau đó là các chuyến biệt phái phục vụ sang Địa Trung Hải và Bắc Âu trong năm 1962; sang Địa Trung Hải từ đầu tháng 1 đến đầu tháng 5, 1965; và tham gia cuộc Tập trận "Springboard" tại vùng biển Caribe trong năm 1966. Bang cũng tham gia huấn luyện cho Trường Tàu ngầm Hạm đội tại New London cũng như cùng các đơn vị của Hạm đội Đại Tây Dương.

### Cosme Garcia(S34)
Vào đầu năm 1972, Bang được chỉ định sẽ chuyển giao cho chính phủ Tây Ban Nha mượn trong thời hạn năm năm. Sau khi được bảo trì, nó đi đến New London để hoạt động huấn luyện cùng thủy thủ đoàn người Tây Ban Nha. Đến ngày 1 tháng 10, 1972, Bang được cho xuất biên chế và chính thức chuyển giao cho Tây Ban Nha, đồng thời nhập biên chế cùng Hải quân Tây Ban Nha như là chiếc Cosme Garcia (S34). Đến ngày 1 tháng 11, 1974, tên nó được rút khỏi danh sách Đăng bạ Hải quân Hoa Kỳ và bán đứt cho Tây Ban Nha. Con tàu cuối cùng ngừng hoạt động và bị bán để tháo dỡ vào ngày 30 tháng 9, 1982. 

## Phần thưởng
Bang được tặng thưởng sáu Ngôi sao Chiến trận do thành tích phục vụ trong Thế Chiến II. Nó được ghi công đã đánh chìm tám tàu Nhật Bản với tổng tải trọng 20.177 tấn.
|  |                           |  |
|  | Silver star · Bronze star |  |

| Dãi băng Hoạt động Tác chiến  |                                                                         |                                      |
| Huân chương Chiến dịch Hoa Kỳ | Huân chương Chiến dịch Châu Á-Thái Bình Dương với 6 Ngôi sao Chiến trận | Huân chương Chiến thắng Thế Chiến II |